# Sinaai
Sinaai é uma vila e deelgemeente do município de Sint-Niklaas, na província belga de Flandres Oriental. Até 1977 era município autónomo  e perdeu essa categoria devido à reforma comunal desse ano que levou à extinção de centenas de comunas e a sua fusão com localidades mais importantes. 

## Monumentos
- Igreja de Santa Catarina, construída em 1844
- Abadia cisterciense, erigida em 1199 e reconstuída em 1578.

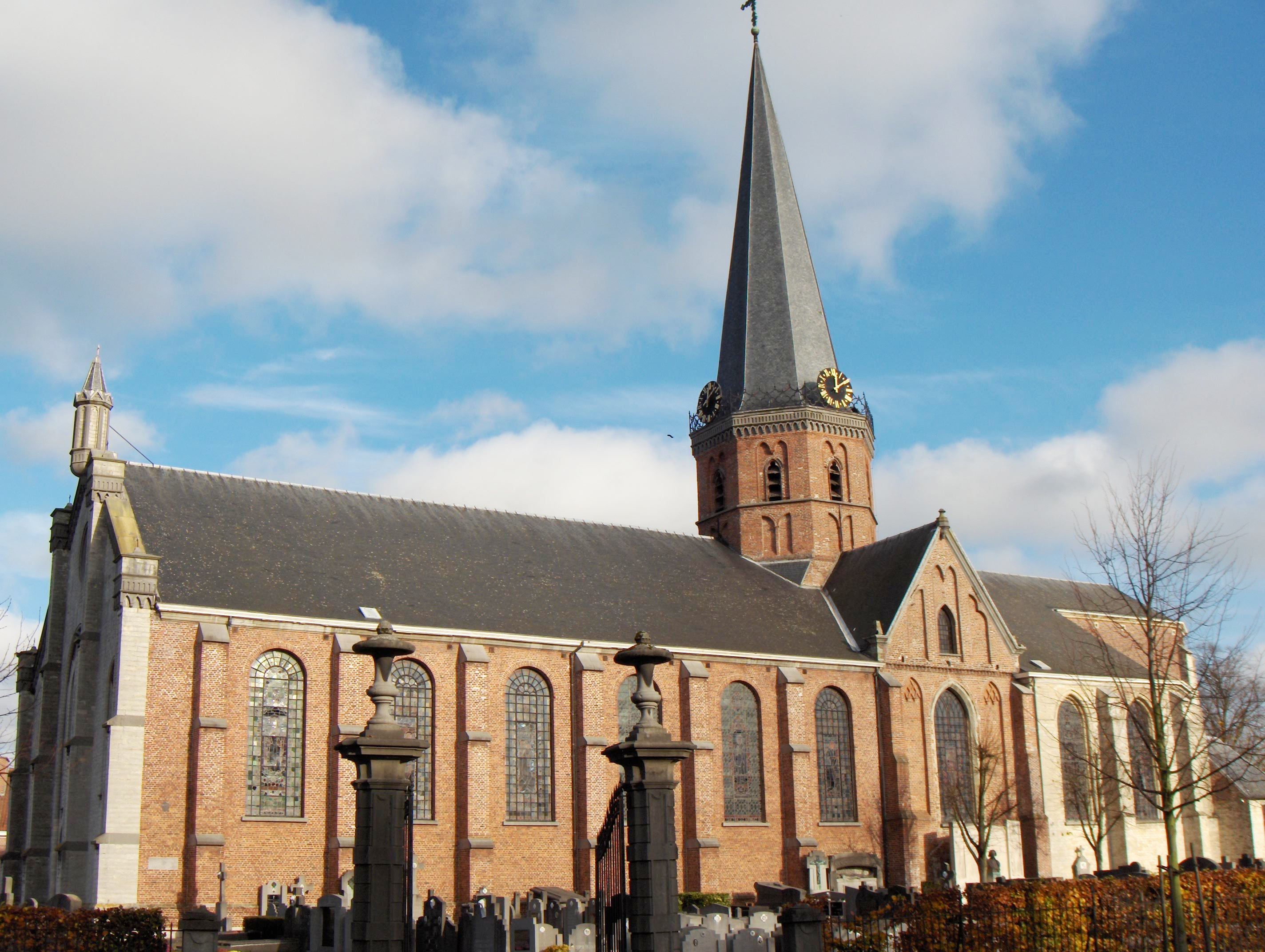
Igreja de Santa Catarina, em Sinaai.